# Go-oo
Go-oo (Go OpenOffice) war ein auf dem plattformunabhängigen OpenOffice.org basierendes Office-Softwarepaket von Novell.
Ob es sich aber bei Go-oo um eine richtige Abspaltung handelte, ist nicht feststellbar. Die Ziele waren, einen besseren Support von Microsoft-Formaten bereitzustellen, deren Excel-VBA-Makros zu unterstützen und eine bessere Interoperabilität. Darüber hinaus wurden ostasiatische Sprachen besser unterstützt.
Go-oo wird seit September 2010 nicht mehr weiterentwickelt, da die Entwickler sich der Document Foundation und ihrem Projekt LibreOffice angeschlossen haben.
Auf Go-oo basierend entstand auch das Programmpaket OxygenOffice.

## Unterschiede zwischen OpenOffice.org und Go-oo
- Go-oo arbeitet in manchen Bereichen schneller als OpenOffice.org[5][6] und wird daher gerade auf älteren Systemen mit wenig Arbeitsspeicher empfohlen.
- Go-oo kann ab der dritten Version XLS-Dateien mit einem Passwort sichern.
- Go-oo Draw kann SVG-Dateien ohne Erweiterung öffnen.[7]
- Go-oo ist im Gegensatz zu OpenOffice.org auf die großen Varianten der Icons voreingestellt.
- Bei Go-oo gibt es nur eine englische Version zum Herunterladen, doch andere Sprachen können nachträglich mit Sprachpaketen des OpenOffice.org-Paketes nachgerüstet werden.[8]
- Nach der Installation wird im Gegensatz zu OpenOffice.org nicht nach einer optionalen Registrierung gefragt.
- Ab Version 3 ist eine PDF-Import-Funktion enthalten.
- Die Go-oo-Version für Windows gleicht der OpenOffice.org-Novell-Edition für Windows. Als Beispiel: Die Go-oo-Version 3.0-19 und die Novell Edition 3.0-22 sind praktisch identisch.[9]

## Versionen
Für die verschiedenen Betriebssysteme sind jeweils unterschiedliche Versionen verfügbar. In der Regel erscheinen neue Versionen einige Tage, nachdem OpenOffice.org eine neue Version veröffentlicht.
Windows-Versionen
| Version            | Veröffentlicht     |
| ------------------ | ------------------ |
| 2.3.0-4 (unstable) | 8. Oktober 2007    |
| 2.4.0-17           | 30. April 2008     |
| 2.4.1-5            | 10. Juni 2008      |
| 3.0-19             | 22. Oktober 2008   |
| 3.0.1-4            | 4. Februar 2009    |
| 3.1-10             | 2. Juni 2009       |
| 3.1.1              | 16. September 2009 |
| 3.2-10             | 10. Februar 2010   |
| 3.2-13             | 26. Februar 2010   |
| 3.2.1-11           | 23. Juli 2010      |

Linux-Versionen
| Version               | Veröffentlicht    |
| --------------------- | ----------------- |
| 2.3.0-9221 (unstable) | 14. November 2007 |
| 2.4.0-9272 (unstable) | 20. Februar 2008  |
| 2.4.1-9310            | 26. Juni 2008     |
| 3.0.0-9358            | 21. November 2008 |
| 3.0.1-9379            | 5. Februar 2009   |
| 3.1.0-9399            | 2. Juni 2009      |
| 3.1.1                 | 5. September 2009 |
| 3.2.0                 | 10. Februar 2010  |
| 3.2.0-9483            | 17. Februar 2010  |
| 3.2.1-9505            | 23. Juli 2010     |

Mac-Versionen
| Version | Veröffentlicht    |
| ------- | ----------------- |
| 3.1.0   | 28. Mai, 2009     |
| 3.1.1   | 4. September 2009 |
| 3.2.0   | 11. Februar 2010  |
| 3.2.1   | 4. Juni 2010      |